# Garenklos

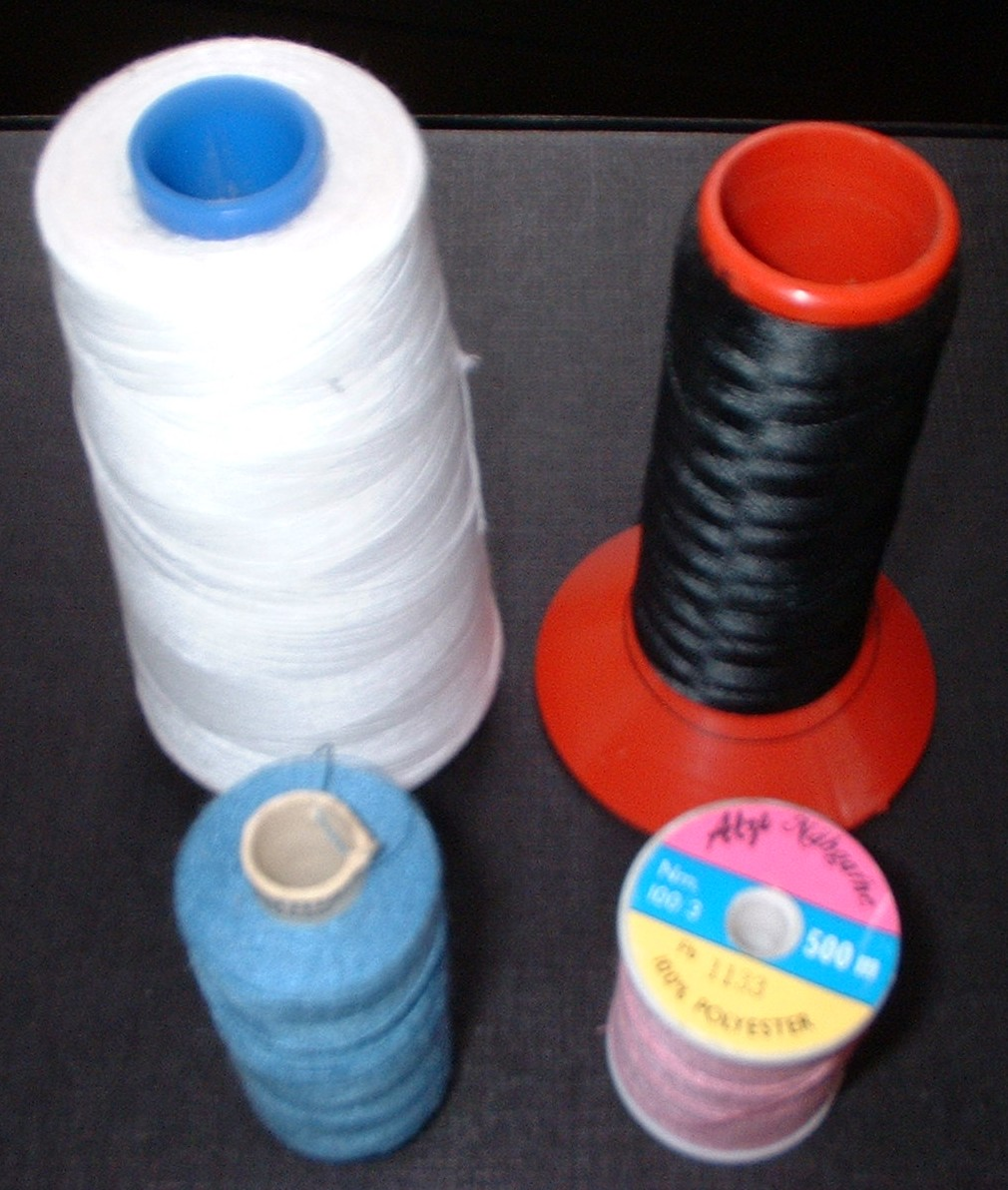
Verschillende klosjes

Een garenklos is een spoel, waarop het garen gewikkeld wordt. Vroeger bestond een klosje voor huishoudelijk gebruik uit hout, tegenwoordig
(geschreven in 2011) meestal uit kunststof.

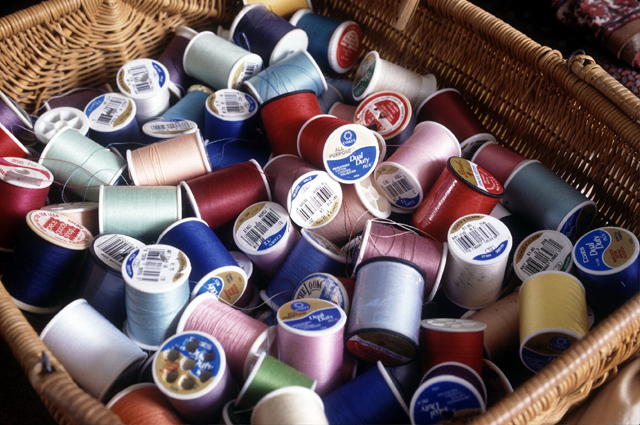
garenklosjes